# Општа болница Краљево
Општа болница „Студеница” Краљево је здравствена установа у систему здравства Србије на подручју Моравичког управног округа која здравствену делатност обавља на секундарном нивоу здравствене заштите, који обухвата специјалистичко-консултативну и болничку здравствену делатност.

## Положај
Опште болнице се налази у Улици  Југ Богданова 110 у граду Краљеву у истоименој општини у Рашком управном округу. Према попису из 2011. болница је имала 124.554 потенцијалних корисника здравствених услуга, са Градско подручје Краљева које чини насеље Краљево и још 17 насеља: Адрани, Чибуковац, Грдица, Јарчујак, Конарево, Матаруге, Матарушка Бања, Метикош, Ратина, Рибница, Витановац, Врба, Заклопача, Жича, Кованлук, Тавник и Јовац
Болница се за терцијални ново здравствене заштите ослања на Клинички центар Србије у Београду, од кога је удаљена аутопутем „Милош велики” око 160 километара.

## Историја
Развој здравствене заштите на подручју Краљева има дугу традицију, почев од средњег века, и био је везан за период манастирске медицине у Србији,  када је прва српска болница под називом „Свети дух”, била прва болница основана на територији српске средњовековне државе, урађена по угледу на хиландарску болницу, у склопу манастирских зграда, истоименог манастира. Болница је основана 1208. или 1209. године, по доласку Светог Саве у Србију, када је био написан и Студенички типик (1208. до 1216. године), који је у глави 40 садржао обавештења о манастирској болници, која се налазила у склопу манастирских зграда, а за коју су према одредбама овог типика били предвиђени посебни услови, начин постављања лежаја за болеснике и одређивање болничара. Болница манастира Студеница разликовала се од хиландарске по томе што су се у студеничкој болници лечили само монаси оболели од акутних обољења. Са њеним постојањем и писаним регулисањем њеног постојања званично је започела здравствена култура у српском народу и држави.
Болница у 19. веку
После Другог српског устанка 1817. године основана је прва народна  амбуланта Кнежевића у Карановцу (Краљеву).
Након стварања Кнежевине Србије, први податак о болничкој заштити у Краљеву датира из 1837. године,  када је у Карановачком гарнизону основана мала болница. Потом је 1850-тих основана и болница за лечење оболелих од сифилиса, која је  потом пресељена у околину Рашке.
Једна од првих болница у Србији основана је у Краљеву 1863. године у 19. веку, са њом је почело организовано лечење становништва. Први управник болнице је био лекар Јован са платом од 37 талира.
Скраја 19. века (1895) на основу одобрења Санитетског одељења Министарства унутрашњих дела Краљевине Србије, основана је прва грађанска болница, као привремена среска болница, смештена  ненаменској згради са 10, односно 15 кревета.
Болница у 20. веку
Прву ,наменски изграђену болницу Град Краљево и срез добили су 1913. године, када је изграђена  среска болницу са 50 кревета, павиљонског типа, општег смера.
У архиву Краљева постоји подастак да је од 1936 до 1940. године у Краљеву радила Болница Моравске бановине, чији управник је 1940. године био др Витомир Говедаревић, хирург, који је у извештају навео да је те године извршено 800 операција.
Болница у 21. веку
Почетком 21. века (2001)  стара зграда болнице је комплетно обновљена, што је   омогућило пацијентима боље услове за одржавање личне хигијене, а здравственим радницима повољније услове ра рад. У њој су смештена интернистичка одељења болнице: интерно, хемодијализа, неуропсихијатријско, дерматовенеролошко, инфективно и служба за гастроентерологију.
Општа болница „Студеница” Краљево под овим називом као самостална установа у систему здравства Србије постоји од 30. септембра 2014. године.

## Делатност
Општа болница у Краљеву обавља поликлиничку и стационарну здравствену делатност, у оквиру које:
- Прати здравствено стање становништва и здравствену заштиту у областима за које је основана и преузима и предлаже мере за њихово унапређење;
- Прати и спроводи методе и поступке превенције, дијагностике, лечења и рехабилитације засноване на доказима, а нарочито оне утврђене стручно-методолошким протоколима;
- Обезбеђује услове за стручно усавршавање запослених и за унапређење организације и услова рада;
- Спроводи мере ради спречавања нежељених компликација и последица при пружању здравствене заштите, као и мере опште безбедности за време боравка пацијената у Општој болници у Прокупљу  и обезбеђује сталну контролу спровођења ових мера;
- Организује и спроводи мере у случају елементарних и других већих непогода а у оквиру својих делатности врши послове одбране земље који се односе на планирање, организовње, припремање и оспособљавање за рад у случају ратног и ванредног стања
- Одговорна је за вршење услуга из делатности за коју је регистрована, на нивоу утврђенх  планова одбране и одлука надлежних органа;
- Организује и спроводи стручно усавршавање здравствених радника, здравствених сарадника и осталих запослених у Болници ради унапређења квалитета стручног рада и проверу тих мера ;
- Организује и спроводи мере сталног унапређења квалитета стручног рада и спроводи његову унутрашњу проверу;
- Спроводи мере ради спречавања нежељених компликација и последица при пружању здравствене заштите
- Спроводи мере опште безбедности за време  боравка пацијената у Општој болници Прокупље и обезбеђује сталну контролу ових мера.

## Организација рада
Општа болница Краљево обавља здравствену делатност на секундарном нивоу, која обухвата: 
- пријем и збрињавање ургентних стања,
- специјалистичко консултативне прегледе,
- дијагностичку обраду,
- лечење и рехабилитацију

## Резултати рада
| Капацитет и коришћење опште болнице Краљево у 2015. години. | Капацитет и коришћење опште болнице Краљево у 2015. години. | Капацитет и коришћење опште болнице Краљево у 2015. години. | Капацитет и коришћење опште болнице Краљево у 2015. години. | Капацитет и коришћење опште болнице Краљево у 2015. години. | Капацитет и коришћење опште болнице Краљево у 2015. години. |
| Број постеља                                                | Број исписаних болесника                                    | Број дана лечења                                            | Просечна дужина лечења (дани)                               | Просечна дневна заузетост постеља (%)                       | Обрт болничких постеља                                      |
| ----------------------------------------------------------- | ----------------------------------------------------------- | ----------------------------------------------------------- | ----------------------------------------------------------- | ----------------------------------------------------------- | ----------------------------------------------------------- |
| 575                                                         | 20.322                                                      | 117.284                                                     | 5,8                                                         | 55,9                                                        | 35,3                                                        |

## Организациона структура
Општа болница која обавља стационарну и специјалистичко – консултативну делатност и друге делатности  преко организоване службе за обављање специјалистичко – консултативне и стационарне здравствене делатности и друге делатности организована је на следећи начин:

### Менаџмент
Управни органи
- Директор
- Управни одбор
- Надзорни одбор

Стручни органи Опште болнице
- Стручни савет
- Стручни колегијум
- Етички одбор
- Комисија за унапређење квалитета рада

### Одељења и службе
| - интерне медицине; - хирургије и дечије хирургије; - пнеумофтизиологије; - неурологије; - дерматовенерологије; - оториноларингологије; | - ортопедије са трауматологијом; - урологије; - oфтамологије; - гинекологије и акушерства (са неонатологијом) - педијатрије; | - анестезиологије са реаниматологијом; - микробиолошке дијагностике; - физикалне медицине са рехабилитацијом; - психијатрије; | - радиолошке дијагностике - фармацеутске здравствене делатности (болничка апотека); - снабдевање крвљу и крвним продуктима; - лабораторијске дијагностике - патологије и судске медицине |

Општа болница у Краљеву обавља и санитетски превоз у друге здравствене установе на вишем (терцијерном) нивоу здравствене делатности.